# 外貿協會大事記
本列表記載了影響中華民國對外貿易發展協會的重要歷史紀錄，包含協會之組成、建築物落成、經貿事件等。

## 協會籌組前
- 1959年8月1日，財團法人中國生產力中心成立貿易部門，並改組為「財團法人中國生產力及貿易中心」。[1]
- 1968年7月，中國生產力及貿易中心進行改組，擬將貿易推廣部改組成立「中華民國對外貿易發展協會」。[2]
- 1970年6月5日，「中華民國對外貿易發展協會籌備小組」召開董事會，並選出孫運璿為第一任貿協董事長。
- 1970年7月1日，中華民國對外貿易發展協會正式對外宣布成立，並進駐臺北市中山北路通商大樓。

## 協會籌組後

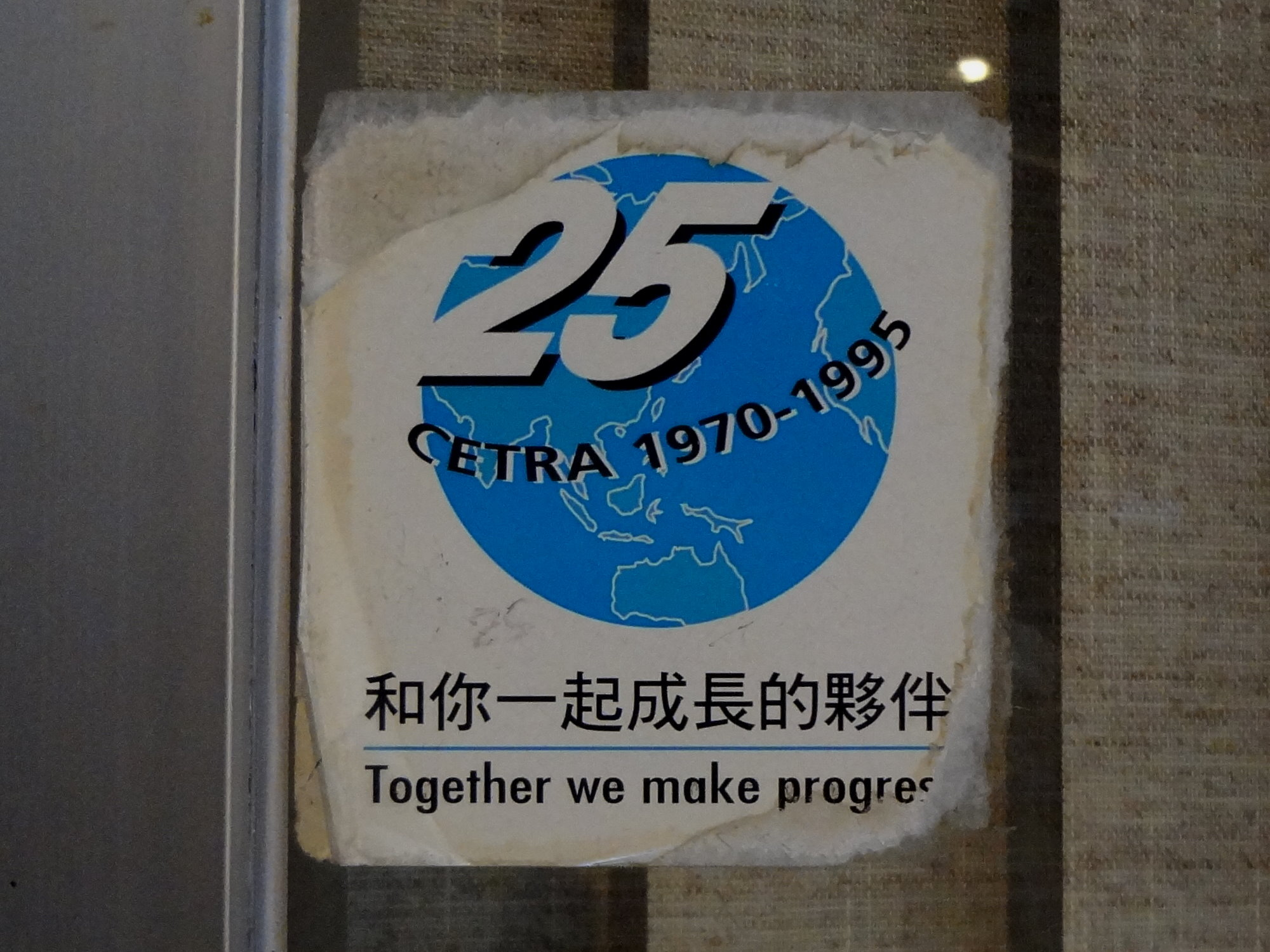
1995年外貿協會25週年貼紙

### 1970年
- 7月8日，貿協獲得中華民國經濟部授權，統籌國外商展的參展業務。[3]
- 9月16日，貿協「外銷服務委員會」成立，劉支藩任召集人。[4]
- 11月，《外銷市場》週刊發行。[5]

### 1971年
- 1月，貿協在日本、紐約、舊金山、德國、荷蘭、瑞典、香港及新加坡設立代表辦事處。[6]
- 4月1日，外銷服務處設立，陳士韞[7] 成為第一任處長。[8]
- 7月8日─7月14日，「中韓經濟合作會議」中，貿協與大韓貿易振興公社（今大韓貿易投資振興公社）進行貿易機會之意見交換。[9]
- 11月10日、11月11日，中韓經濟協進委員會暨韓中經濟協力委員會第四屆聯席會議展開，貿協代表辜振甫與大韓貿易振興公社代表團團長崔泰涉達成遏止中國大陸產品進口之共識。[10]
- 11月28日，通商大樓火警，延燒五小時，紅寶石餐廳被毀；貿協總部沒有損失任何文件，但部分部門都已搬到明生大樓，只留下貿易圖書館與資料室。[11]

### 1974年
- 5月12日：台灣體育用品展售會在台北圓山大飯店展出；但在此之前，臺北市體育用品商業同業公會在4月5日舉辦的「第一屆臺北市體育用品展覽會」是台灣第一個體育用品展覽。
- 9月29日：台灣外銷成衣推廣展覽會在台北圓山大飯店展出。

### 1981年
- 5月10日下午，外貿協會所在的台塑大樓九、十樓遭貿協工友李祥雲縱火，波及貿協電腦資料室，十多年資料險些毀於一旦。臺北市政府警察局在同年9月10日以《中華民國刑法》「公共危險罪」將李祥雲移送法辦。[12][13]

### 1983年
- 12月22日，「外銷服務委員會」改組為「外銷服務咨詢委員會」，並在董監事會上修正退休退職方式。[14]

### 1985年
- 12月31日：台北世界貿易中心啟用。

### 1990年
- 1月7日：台北世界貿易中心四合一建築（台北世界貿易中心展覽大樓、台北國際會議中心、台北君悅大飯店、台北世界貿易中心國際貿易大樓）聯合啟用，台北世界貿易中心正式進入四合一時代。

### 1993年
- 9月：台北國際會議中心首度發行會議季刊。

### 2004年
- 1月：英文名稱由China External Trade Development Council（簡稱CETRA），改成Taiwan External Trade Development Council（簡稱TAITRA）